# Haus Arafna
Haus Arafna ist eine deutsche Post-Industrial-Band (Eigenbezeichnung: „Angstpop“), die Anfang der 1990er Jahre von Karl Tockweller (weiteres Pseudonym: Tames Kadenbach) und Isabelle Montess (weiteres Pseudonym: Calista Roemer), die sich inzwischen „Mr. und Mrs. Arafna“ nennen, ins Leben gerufen wurde. Charakteristisch ist der Einsatz von Analogsynthesizern mit bedrohlichen Oszillatorschwingungen, Rauschrhythmen und Frequenzmodulationen. Oft wirken die Klangcollagen bizarr und verstörend, was von kreischendem und/oder gebrülltem „Gesang“ unterstrichen wird. Haus Arafna gewann im Laufe der Jahre über die Industrialszene hinaus auch unter Hörern von Electro, EBM oder Black Metal an Beliebtheit. Alle Werke sind auf dem 1993 gegründeten Braunschweiger Industriallabel Galakthorrö erschienen. Neben den unlimitierten CDs gibt es immer auch eine limitierte Vinylauflage.

## Stil
Haus Arafna beschreibt seinen Sound, v. a. bezogen auf den Tonträger Butterfly, wie folgt:

„oscillators instead of instruments; frequency modulation instead of notes; voltage control instead of computer control; abstraction instead of perfection; reduction instead of saturation; high density instead of high fidelity; energy instead of entertainment“

Entsprechend klingt die Musik: Synthetische Klänge auf das Wesentliche beschränkt, musikalische Wurzeln sind gleichermaßen in Minimalelektronik, EBM und im frühen Industrial à la SPK, Throbbing Gristle etc. zu erkennen.

## November Növelet
Das Nebenprojekt der Haus-Arafna-Besetzung ist November Növelet. Im Gegensatz zum aggressiven Grundton von Haus Arafna ist die Musik von November Növelet eher ruhig und wirkt teilweise verträumt. Lieder wie Shouts of Joy werden oft bei Industrialveranstaltungen gespielt.

## Diskografie

### Haus Arafna

#### EPs
- 1993: Sex U Mas
- 1998: The Last Dream of Jesus
- 2000: Für immer
- 2013: All I Can Give
- 2023: Dunkelheit Bleibt

#### Alben
- 1995: Blut / Trilogie des Blutes
- 1998: Children of God
- 2003: Butterfly
- 2003: The Singles 1993–2000
- 2006: Blut + Nachblutung (Wiederveröffentlichung des ersten Albums mit 3 Bonustracks)
- 2010: You
- 2011: New York Rhapsody
- 2020: Asche

#### Zusammenstellungen
- 1995: Take One – Get Two (mit Karl Runau)
- 2004: Kosmoloko (mit Karl Runau, Maska Genetik, November Növelet und Subliminal)
- 2012: Kosmoloko 2 (mit Hermann Kopp, Herz Jühning, November Növelet und Subliminal)
- 2024: Kosmoloko 3 (mit ASKA, Da-Sein, Hermann Kopp, Herz Jühning, Karl Runau, Mode in GliANY, November Növelet, Sühne Mensch und Te/DIS)

### November Növelet

#### EPs
- 1994: More Satanic Heroes
- 2008: Sacred
- 2012: Heart of Stone

#### Alben
- 1999: From Heaven on Earth
- 2007: Magic
- 2015: The World in Devotion

#### Zusammenstellungen
- 2004: Kosmoloko (mit Haus Arafna, Karl Runau, Maska Genetik und Subliminal)
- 2012: Kosmoloko 2 (mit Haus Arafna, Hermann Kopp, Herz Jühning und Subliminal)
- 2016: Unintended by Nature
- 2024: Kosmoloko 3 (mit ASKA, Da-Sein, Haus Arafna, Hermann Kopp, Herz Jühning, Karl Runau, Mode in GliANY, Sühne Mensch und Te/DIS)